# Adul·lam
Adul·lam va ser una important ciutat cananea, una de les seves ciutats reials situada al centre de Palestina, prop de Betlem, a la regió de Xefela. Al segle xvi aC, Barsan n'és esmentat com a governant.

## Història a la Bíblia
Encara que el Llibre de Josuè diu que era a la plana, està situada en part a la muntanya. Era prop del camí que després seria una via romana a la vall d'Elah, on hi va haver l'enfrontament entre David i Goliat. A aquesta ciutat hi va fer cap Judà quan va deixar el seu pare Jacob i els seus germans a Migdal-Éder. Allà Jacob es va fer amic d'un adul·lamita que es deia Hiram, i va anar a viure a casa seva. A Adul·lam Judà va trobar la seva primera esposa (la Bíblia no menciona el seu nom). Roboam va fortificar la ciutat, i d'altres del voltant, per defensar-se de les incursions d'Egipte. Miquees diu que la noblesa d'Israel es refugiarà a Adul·lam.
El rei David va marxar cap a la població de Nob, on Ahimèlec, fill d'Ahitub, i altres sacerdots van donar-li menjar i l'espasa que havia pertanyut a Goliat. Després, David va arribar a la ciutat filistea de Gat on s'instal·là. Quan el van reconèixer com al guerrer que va vèncer Goliat, va tenir por de ser assassinat i començar a fer-se el boig. Aleshores David va marxar d'allà i es va refugiar a una cova prop d'Adul·lam, on va rebre la visita del seu pare Jessè i els seus germans, tot fugint també de la persecució de Saül, i "es van reunir amb ell tots els qui tenien dificultats, gent endeutada i descontenta; en total, quatre-cents homes".
Judes Macabeu es va retirar a Adul·lam amb les seves tropes després de diverses batalles contra els idumeus. Al segle iv Eusebi de Cesarea deia que Adul·lam era una ciutat molt gran, a unes deu milles romanes a l'est d'Eleuteròpolis.

## A l'actualitat
Modernament, el mot Adul·lam descriu una regió d'Israel a prop de la vall de l'Alzina, al sud de Betxèmeix i a l'oest de Gush Etzion. Comprèn els pobles d'Aderet, Neve Michael/Roglit, i Aviezer. Als anys 50 es va considerar d'oficialitzar Adul·lam com una regió política i econòmica seguint el model de Laquix, però el projecte no es dugué a terme i el nom Adul·lam és d'ús informal.